# Shammi Kapoor
Shamsher Raj Kapoor (Bombay, 21 oktober 1931 - Mumbai, 14 augustus 2011) was een Indiase filmacteur en -regisseur. Hij was een van de belangrijkste acteurs in de Hindi-cinema van de jaren vijftig en zestig. In die tijd werd hij wel de Elvis Presley van India genoemd.

## Biografie
Kapoor was de zoon van de acteur Prithviraj Kapoor en een broer van Raj Kapoor en Shashi Kapoor, die eveneens succesvolle filmacteurs waren. Hij bracht een deel van zijn kindertijd door in Calcutta, waar zijn vader in films speelde. In Bombay werkte hij bij het theaterbedrijf van zijn vader, Prithvi Theatres, en maakte hij in 1953 zijn filmdebuut in Jeevan Jyoti, die flopte. In de jaren erna acteerde hij in enkele succesvolle films, zoals de thriller Chor Bazar (1954) en de komedie Mem Sahib (1956). De meeste films waarin hij in die jaren optrad waren in commercieel opzicht geen succes. In deze films speelde hij tegenover meer bekende actrices, zoals Madhubala, Nutan, Shyama en Nalini Jaywant.

## Playboy
De ommekeer kwam in 1957 toen hij zijn eerste hit scoorde met de film, Tumsa Nahin Dekha, met als tegenspeelster Ameeta. In deze romantische film speelde hij de plagerige playboy, die playbackte op liedjes van Mohammed Rafi. Deze formule was ook succesvol in Dil Deke Dekho (1959), waarin hij voor het eerst speelde tegenover Asha Parekh, en in de jaren erna speelde hij vaak de playboy die vrij is van zorgen, zoals in zijn eerste kleurenfilm Junglee (1961). Hij was een grote ster geworden en in de eerste helft van de jaren zestig volgden de hits elkaar snel op. Het succes in die jaren werd in hoge mate bepaald door het feit dat hij playbackte op liedjes die door Mohammed Rafi werden gezongen. Hij was de eerste dansende filmheld van India en hij deed dat op een heel eigen manier. Hierdoor werd hij wel de 'Elvis Presley van India' genoemd. Zijn tegenspeelsters in die tijd waren onder meer Asha Parekh, Padmini, B. Saroja Devi en Vyjayanthimala. In 1968 kreeg hij de 'Filmfare Best Actor Ward' voor zijn rol in Brahmachan. Kapoor reeg de hitfilms aaneen totdat in 1969 een nieuwe romantische held op het doek verscheen, Rajesh Khanna. Kapoor had nog enkele succes-films, maar gewichtsproblemen luidden het einde van zijn loopbaan als romantische filmheld in. De laatste film waarin hij de hoofdrol had was Andaz uit 1971.

## Jaren zeventig
In de jaren zeventig speelde hij karakterrollen, zoals in Zameer (1974), en regisseerde hij zelf films, zoals Manoranjan (1974) en Bundal Baaz (1976). In deze twee films speelde hij zelf kleinere rollen. Ze kregen goede kritieken, maar waren commercieel niet zo'n succes. In de jaren tachtig en negentig bleef hij kleine rollen spelen en hij kreeg voor een van die rollen een 'Filmfare Best Supporting Actor Award', voor zijn rol in Vidhaata (1982). Eind jaren negentig besloot hij minder rollen aan te nemen. In zijn laatste filmoptreden was hij met zijn kleinneef Ranbir Kapoor te zien in Rockstar (2011).
Kapoor kreeg verschillende onderscheidingen voor zijn bijdragen aan de Indiase cinema, waaronder een 'Filmfare Lifetime Achievement Award'.

## Privéleven
Kapoor stapte in 1955 in het huwelijksbootje met actrice Geeta Bali, wie hij vier maanden eerder ontmoette tijdens de opnames van Rangeen Raaten waarin zij een gastoptreden had. Hij kreeg met haar twee kinderen, waaronder voormalig acteur Aditya Raj Kapoor. In 1965 kwam zij te overlijden en hetrouwde Kapoor in 1969 met Neila Devi met wie hij tot zijn overlijden samen mee was.
- Gemeinsame Normdatei: 137807899
- International Standard Name Identifier: 0000 0001 1576 7528
- Library of Congress Control Number: no96001649
- MusicBrainz: 2d51502a-93a1-4e96-8a52-d3871451478a
- Nationale bibliotheek van Australië: 40523556
- Nationale Bibliotheek van Israël: 987011561355305171
- Trove: 1447656
- Virtual International Authority File: 85988771
- WorldCat: E39PBJc3KphD7XRR4PYYtMBkjC